# Flughafen Sogndal

i8
i11
i13
Der Flughafen Sogndal (norwegisch Sogndal lufthavn, Haukåsen, IATA-Code: SOG, ICAO-Code: ENSG) ist ein westnorwegischer Regionalflughafen in der Provinz Vestland. Der Flughafen liegt am Sognefjord und befindet sich 9 km südwestlich des Tausend-Einwohner-Dorfes Kaupanger und 19 km südlich von Sogndalsfjøra. Betreiber des Flughafens ist das norwegische Staatsunternehmen Avinor.